# Lapachol
Lapachol eine natürliche chinoide Verbindung, die aus der Rinde des Handroanthus impetiginosus und anderen als Lapacho bekannten Arten der Gattung Handroanthus gewonnen wird. 
Es ist im Lapacho-Tee enthalten. Es wurde früher als mögliche Behandlung für einige Krebsarten untersucht, wird jedoch mittlerweile als zu giftig angesehen.